# Tarquinia (ville étrusque)
Pour les membres de la gens des Tarquinii voir Tarquins
Pour les articles homonymes, voir Tarquinia (homonymie).
Tarquinia (en latin Tarquinii et en étrusque Tarchna ou Tarchuna,, et souvent traduit en français par Tarquinies) est le nom de la cité étrusque proche de la ville actuelle de Tarquinia, une commune de la province de Viterbe, dans le Latium, en Italie : le site de la ville antique est situé près du fleuve Marta à environ 2 km au nord-est de la ville actuelle.

## Histoire

Les deux chevaux ailés de Tarquinia, dans l'art étrusque.

À l'époque étrusque, Tarquinia était l'une des douze cités réunies dans la dodécapole d'Étrurie.
Selon la légende rapportée par Strabon, la ville fut fondée par Tarchon, roi des Lydiens.
Au VIIe siècle av. J.-C., la ville voit la naissance d'un certain Lucumon, fils d'un émigré corinthien, le Bacchiade Démarate et d'une autochtone. Malgré sa richesse et son mariage avec une femme étrusque de haute lignée, il ne parvient pas à satisfaire ses ambitions ; Lucumon s'exile donc à Rome, où il se rebaptise Tarquin, celui qui deviendra plus tard Tarquin l'Ancien, et devient le cinquième des sept rois de la Ville, en -616. En réalité, il semble que Tarquin l'Ancien ait été un chef de guerre natif de cette cité et qu'il prit Rome qu'il soumit, avant d'en devenir le roi.
Son fils ou petit-fils, Tarquin le Superbe, par son comportement tyrannique provoquera la révolte des citoyens romains et le renversement de la royauté romaine...
De 358 à 351 av. J.-C. puis de 311 à 308 av. J.-C., des guerres opposent Tarquinia à la République romaine. Au cours de la première de ces deux guerres, on fit preuve de cruauté de part et d'autre. Les Romains subirent d'abord une défaite cuisante et les Tarquiniens exécutèrent 307 prisonniers sur le forum de leur ville. En 353 av. J.-C. la fortune des armes changea de camp et les Romains mirent à mort 358 Tarquiniens sur leur propre forum. En 351 av. J.-C., ils accordèrent à Tarquinia un armistice de quarante ans.

## Vestiges
Près de la ville moderne de  Tarquinia, les archéologues ont mis au jour depuis le XIXe siècle, sur la nécropole de Monterozzi, une importante nécropole étrusque de plus de 6 000 tombes (dont plus de 200 peintes), comportant, encore visibles sur le site, de célèbres fresques : la tombe des Taureaux, la tombe des Lionnes, la tombe de la Chasse et de la Pêche... Les vestiges étrusques de ces tombes, certaines reconstituées, ainsi qu'un parcours didactique sont rassemblés dans le Musée archéologique national de Tarquinia situé dans le palazzo Vitelleschi de la ville médiévale.

## Personnalités nées à Tarquinia
- Tarquin l'Ancien (VIIe – VIe siècle avant J.-C.), cinquième roi romain et premier roi étrusque de Rome.
- Tanaquil, épouse de Tarquin l'Ancien. De haut lignée étrusque, elle a joué un rôle politique important à Rome.
- Arruns, frère aîné de Tarquin l'ancien, mort prématurément.
- Égérius, fils posthume d'Arruns, père de Lucius Tarquinius Collatinus.

## Postérité littéraire
- Les Tombeaux de Corneto[5] de Stendhal
- 1953 : Les Petits Chevaux de Tarquinia, un roman de Marguerite Duras